# Chambers Pillar
Chambers Pillar är en kulle i Australien. Den ligger i kommunen MacDonnell och territoriet Northern Territory, omkring 1 400 kilometer söder om territoriets huvudstad Darwin. Toppen på Chambers Pillar är 481 meter över havet, eller 33 meter över den omgivande terrängen. Bredden vid basen är 2,2 km.
Trakten runt Chambers Pillar är nära nog obefolkad, med mindre än två invånare per kvadratkilometer.. Det finns inga samhällen i närheten.
Omgivningarna runt Chambers Pillar är i huvudsak ett öppet busklandskap. Genomsnittlig årsnederbörd är 214 millimeter. Den regnigaste månaden är februari, med i genomsnitt 64 mm nederbörd, och den torraste är augusti, med 1 mm nederbörd.